# Crawfordsville (Iowa)
Crawfordsville es una ciudad situada en el condado de Washington, en el estado de Iowa, Estados Unidos. Según el censo de 2010 tenía una población de 264 habitantes.

## Geografía
Según la Oficina del Censo de los Estados Unidos, la localidad tiene un área total de 0,91 km², la totalidad de los cuales 0,91 km² corresponden a tierra firme.

## Demografía
Según el censo de 2010, había 264 personas residiendo en la localidad. La densidad de población era de 290,11 hab./km². Había 120 viviendas con una densidad media de 131,87 viviendas/km². El 93,94% de los habitantes eran blancos, el 0,76% afroamericanos, el 1,14% amerindios, el 3,41% de otras razas, y el 0,76% pertenecía a dos o más razas. El 9,09% de la población eran hispanos o latinos de cualquier raza.